# Chodov (ort i Tjeckien, Karlovy Vary, lat 50,24, long 12,75)
Chodov är en stad i Tjeckien.   Den ligger i regionen Karlovy Vary, i den västra delen av landet, 120 km väster om huvudstaden Prag. Chodov ligger 414 meter över havet och antalet invånare är 14 454.
Terrängen runt Chodov är kuperad norrut, men söderut är den platt. Chodov ligger nere i en dal. Runt Chodov är det ganska tätbefolkat, med 149 invånare per kvadratkilometer. Närmaste större samhälle är Karlovy Vary, 9,0 km öster om Chodov. I omgivningarna runt Chodov växer i huvudsak blandskog.